# Trionfo di Bacco (Rinaldi)

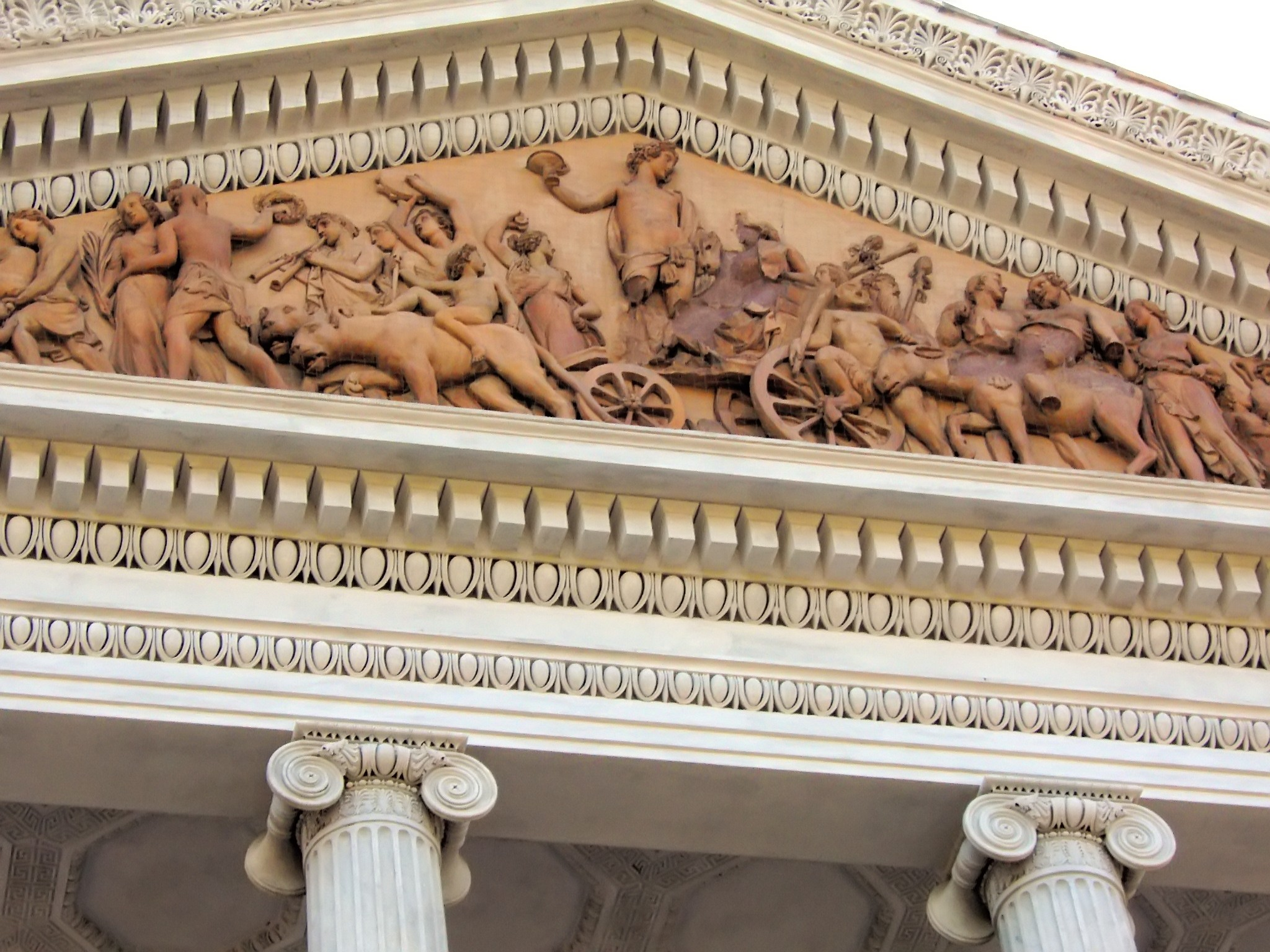
Trionfo di Bacco

Trionfo di Bacco è un fregio in terracotta di stile neoclassico che si trova nella villa Torlonia a Roma.
Si può vedere Bacco su un triclinio trasportato dai suoi seguaci, qualcuno ride, altri bevono e un uomo sul lato destro ubriaco.
L'autore è Rinaldo Rinaldi, un allievo di Antonio Canova.